# 北部湾事件
北部湾事件（越南语：／），也作东京湾事件（英語：Gulf of Tonkin incident），是1964年8月北越和美国之间在北部湾海上发生的武装冲突。该事件導致美国國會通過針对北越的北部灣決議案，美国接替法国开始直接介入越南战争。国会的决议为美國總統林登·約翰遜下令全面介入越南战争开了绿灯，開始對北越進行大规模战略轰炸，同时大量美军士兵和武器装备进入南越，越战全面升级。
1945年，二战结束后，全球殖民地独立运动兴起，其中包括法属印度支那。法國與越南獨立組織爆發了第一次印度支那戰爭。1954年，法國被迫簽訂日内瓦协定同意越南独立。根据结束法越战争的《日内瓦协定》，越南被暂时分割，法国在其殖民较深的越南南方仍被允许保留资产和部分影响力。随后南北分别成立两个政府，相互间时有军事摩擦。此时美国并未直接介入，只是派遣军事顾问和提供军事装备，帮助南越和老挝抵抗北越的“共产主义颠覆”。1963年，越南共和國（南越）发生政治危机，第一任总统吳廷琰在政變中被殺，不少人認為吳廷琰死後，南越再也沒有政治強人治理南越，造成美軍介入越戰的动机。
北部湾事件發生之後，當事雙方均指責對方挑起衝突。但近年來，美國方面公布的資料大多已記錄，事件由美國引起（參看下文）。自“北部湾事件”后，美国全面军事介入越战，战争大规模升级，并对北越实施“饱和轰炸”和“焦土政策”，使双方陷入长达10年的全面战争中。
战争让北越军民伤亡超过170万人，另有33万人失踪；美军死亡5.8万人，受伤30.4万人；南越政府军死伤近70万人，另外还留下了数不清的寡妇、孤儿和残疾人，以及众多美军私生子（G.I. Babies）。

## 背景
日內瓦會議后，越南南北分裂。在美國支持下，南越吳廷琰政權在南越推行反共獨裁統治；與此相對，推行共產主義的北越堅持統一越南的方針。1960年，在北越暗中支持下，越南南方民族解放陣線（越共）在南越成立。越共在南越進行的遊擊戰，给南越政權帶來很大打擊；同時，吳廷琰及其家族的獨裁統治也造成南越國內各階層的不滿。
1963年，南越吳廷琰和美國肯尼迪先後被殺，南越楊文明又很快下臺，南越阮慶和美國约翰逊各自執政。很有可能是出於對骨牌理論變為現實的擔心，约翰逊指示加大對南越的軍事援助力度。而距此稍早的1961年，美國中情局已經開始進行一項秘密進攻北越的計劃。為此，事件爆發前不久，美國海軍專門從挪威抽調艦艇，不過其中的驅逐艦馬多克斯號驅逐艦 (DD-731)很大程度上誇大了自身捲入交火的情況。（馬多克斯號于1972年卖给中华民国海军，改称“鄱阳”号。）

## 事件經過
1964年7月底，美国海军军舰协同南越海军执行「34A行动计划」，对北越进行海上袭击。此段落的描述大部分為美方原始說法；據現有證據，其描述與實際情況存有差異。

### 7月31日
7月31日0时20分，南越海军4艘鱼雷快艇改装的袭击炮艇，进入北越领海。其中PTF-3、PTF-6在湄岛海岸外2,000米放下皮艇载突击队员上岸袭击。这时北越海军的T-142号护卫艇赶来交战25分钟，击退南越两艇。同时，南越的PTF-4、PTF-5炮击了北越的纽岛45分钟。
与此同时，美国海军马多克斯号在湄岛附近海域游弋，为南越海军的袭击艇提供信号情报支援。

### 8月1日
北越海军的T-146号护卫艇的雷达跟踪照射美国海军马多克斯号，并与北越岸上指挥机构保持电讯通联。美国海军马多克斯号发现此情况后，驶向远海规避。但未见北越岸、艇有什么举动，马多克斯号又驶回北越领海边缘游弋。北越方面指出马多克斯号当天侵入越南民主共和国领海。

### 8月2日
马多克斯号反映，8月2日，在公海遭到28英里外的三艘北越P-4巡邏魚雷艇（T-333、T-336、T-339）攻擊，而後進行自衛還擊。
當時在附近的提康德羅加號航空母艦聞訊，派遣戰鬥機增援，擊沉北越一艘魚雷艇，重傷一艘。马多克斯号受輕傷，後與另一驅逐艦特納·喬伊號會合，駛回南越海域。

### 8月3日
美国总统林登·约翰逊宣布美国舰只将继续在北部湾「巡逻」。

### 8月4日
8月4日，马多克斯号與驱逐舰特納·喬伊號再次在北越沿海同一海域進行巡哨活動，晚間它們根據雷達確認受到北越5艘鱼雷艇攻擊。儘管連马多克斯号的艦長也無法確認敵人是否存在，兩艦依舊進行了還擊動作，并报告击沉2艘，击伤2艘。马多克斯号舰长称当晚遭到12枚鱼雷攻击。

### 8月5日
美国出动空军数百架战机猛烈轰炸越南北方乂安、鴻基、清化市等地区。

## 影響
受這一系列事件的影響（尤其是8月4日的“事件”），8月7日美國國會全票通過了东京灣決議案，授權约翰逊總統對北越採取措施。随即，美军64架轰炸机对北越义安、鸿基、清化等地的鱼雷艇基地猛烈轰炸，宣称炸沉25艘鱼雷艇。
自1965年2月起美國對北越的大規模戰略轟炸開始，越戰全面升級。

## 事件揭露

### 最早的揭露
一直以来北越均不承认8月4日發生過所謂衝突；如1995年武元甲與原美國國防部長罗伯特·S·麦克纳马拉會面時便予以否認，只承認8月2日發生過衝突。约翰逊總統本人事後（1965年）也對8月4日的事件有懷疑，稱兩艦是“向鯨發炮”。1971年6月丹尼爾·艾爾斯伯格向《紐約時報》發布了他拿到的長達7000頁的絕密文件五角大樓文件，首次指出該事件系美方的夸大和虛構。除了北部灣事件之外，該文件還涉及美國對老撾和柬埔寨的舉措等，大量真相震動了公眾。

### 揭露的進展
2005年美国国家安全局發表報告，進一步承認8月2日的事件亦是由於馬多克斯號率先開火警告而引起；8月4日則“有很大可能”在附近根本沒有北越軍艦。報告就8月4日的情況指出：
當夜并“沒有攻擊”……事實上河內海軍當夜除了努力救助2日受創的魚雷艇之外什麽也沒做。

完整報告已由美國科學家聯盟在2008年初出版。